# Wybory parlamentarne na Malcie w 1971 roku
W wyborach do Izby Reprezentantów na Malcie w 1971 roku zwyciężyła Partia Pracy przy frekwencji 92,5%. Do obsadzenia było 55 miejsc w parlamencie.

## Wyniki
|  | Partia                         | Głosy  | Procent | Mandaty |
|  | ------------------------------ | ------ | ------- | ------- |
|  | Partia Pracy                   | 85.448 | 50,8    | 28      |
|  | Partia Narodowa                | 80.753 | 48,1    | 27      |
|  | Postępowa Partia Konstytucyjna | 1.756  | 1,0     | 0       |